# Пасифик (Вашингтон)
Пасифик (енгл. Pacific) град је у америчкој савезној држави Вашингтон. По попису становништва из 2010. у њему је живело 6.606 становника.

## Демографија
Према попису становништва из 2010. у граду је живело 6.606 становника, што је 1.079 (19,5%) становника више него 2000. године.
| Група             | 2000.         | 2010.         |
| Белци             | 4.572 (82,7%) | 4.274 (64,7%) |
| Афроамериканци    | 79 (1,4%)     | 208 (3,1%)    |
| Азијати           | 261 (4,7%)    | 597 (9,0%)    |
| Хиспаноамериканци | 358 (6,5%)    | 996 (15,1%)   |
| Укупно            | 5.527         | 6.606         |